# Bernhard Kellermann
Bernhard Kellermann, född 4 mars 1879 i Fürth, död 17 oktober 1951 i Klein Glienicke, var en tysk författare.

## Biografi
Kellermann debuterade 1904 och var under ett tiotal år framöver en typisk representant för den då gängse impressionistiska romankonsten, där individualanalys och landskapsskildring upplöstes i ett ömtåligt stämningsspel. Med romanen Der Tunnel (1913), som blev en världssuccé, gjorde Kellermann ett tvärt omslag i ämnesval och stil och satte teknisk-sociala problem till drivkraft för handlingen, med uppbjudande av alla resurser i fråga om elementarisk massverkan. Den nya inriktningen fullföljde Kellermann bland annat i revolutionsromanen Der 9. November (1920) men ägnade sig under 1930-talet främst åt reseskildringar från främre Orienten.

## På svenska
- Tunneln (översättning Carl David Marcus, Norstedt, 1914) (Der Tunnel)
- Kriget i väster (översättning Axel Kerfve, B. Wahlström, 1915)
- Havet (översättning Hanny Flygare, Norstedt, 1915) (Das Meer)
- På persiska karavanvägar (översättning Saima Stenlid, Hökerberg, 1929) (Auf Persiens Karawanenstrassen)
- Anatol: roman (okänd översättare, Åhlén & söner, 1933) (Die Stadt Anatol)